# Грена (град)
Вижте пояснителната страница за други населени места с името Грена.
Грена (на шведски: Gränna) е малък град в Швеция.

## География
Град Грена е разположен по източния бряг на шведското езеро Ветерн в община Йоншьопинг на едноименния лен Йоншьопинг. Население 2553 жители към 31 декември 2010 г.

## История
Грена е основан през 1652 г. под името Брахе-Грена (Brahe-Grenna). Грена е един от 133-те града на Швеция, които имат статут на исторически градове.

## Личности родени в Грена
- Саломон Аугуст Андре (1854 – 1897), инженер и политик

## Фото галерия
- Улица „Брахе“
- Църквата в Грена
- Пристанището на Грена
- Бюстът-паметник на Пер Брахе

|  | Грена (град) е един от 133-те града в Швеция, които имат исторически статут. |